# Storia del Qatar
La storia del Qatar va dalla prima occupazione umana dell'area alla sua formazione come stato moderno. L'occupazione del Qatar risale a 50.000 anni fa e accampamenti e manufatti dell'Età della Pietra sono stati rinvenuti nella penisola. La Mesopotamia fu la prima civiltà ad avere una presenza nell'area durante il Neolitico, evidenziata dalla scoperta di frammenti di terracotta originari del periodo Ubaide vicino agli accampamenti costieri.
La penisola cadde sotto il dominio di diversi imperi durante i suoi primi anni di insediamento, tra cui i Seleucidi, i Parti e i Sasanidi. Nel 628 d.C., la popolazione si convertì all'Islam dopo che Maometto mandò l'inviato Munzir ibn Sawa che era il governatore sasanide dell'Arabia orientale. Divenne un emporio di perle dall'VIII secolo. L'era abbaside vide l'ascesa di numerosi insediamenti. Dopo che Bani Utbah e altre tribù arabe conquistarono il Bahrain nel 1783, Al Khalifa impose la loro autorità sul Bahrain e sul Qatar. Nel corso dei secoli, il Qatar fu un luogo di contesa tra i wahhabiti di Najd e l'Al Khalifa. Gli Ottomani espansero il loro impero in Arabia Orientale nel 1871, ritirandosi dalla zona nel 1915 dopo l'inizio della prima guerra mondiale.
Nel 1916, il Qatar divenne un protettorato britannico e Abdullah Al Thani firmò un trattato che stabiliva che poteva solamente cedere il territorio agli inglesi in cambio di protezione da ogni aggressione via mare e sostegno in caso di attacco terrestre. Un trattato del 1934 garantiva una protezione più ampia. Nel 1935 fu data una concessione petrolifera di 75 anni alla Qatar Petroleum Company e nel 1940 fu scoperto petrolio di alta qualità a Dukhan.
Durante gli anni '50 e '60, l'aumento delle entrate petrolifere ha portato prosperità, alla rapida immigrazione e a sostanziali progressi sociali con l'inizio della storia moderna del paese. Dopo che la Gran Bretagna annunciò di voler porre fine alle relazioni del trattato con gli sceicchi del Golfo Persico nel 1968, il paese si unì agli altri otto stati, quindi sotto la protezione britannica in un piano per formare una federazione di emirati arabi. A metà del 1971, mentre si avvicinava la data di cessazione del rapporto del trattato britannico, i nove non avevano ancora concordato le condizioni dell'unione. Di conseguenza, il Qatar dichiarò la propria indipendenza il 3 settembre 1971. Nel giugno 1995, il vice emiro Hamad bin Khalifa divenne il nuovo emiro dopo suo padre Khalifa bin Hamad in un golpe senza sangue. L'emiro ha permesso una maggiore diffusione di stampa liberale ed elezioni municipali come precursore delle elezioni parlamentari. Una nuova costituzione è stata approvata tramite un referendum pubblico nell'aprile 2003 ed è entrata in vigore nel giugno 2005.

## Preistoria

### Paleolitico
Le prove archeologiche hanno datato l'occupazione umana nella penisola del Qatar a 50.000 anni fa, quando piccoli gruppi di abitanti dell'età della pietra costruirono accampamenti stagionali e siti per lavorare la selce. A quel tempo, il Golfo Persico era una valle fluviale arida (wadi). Il moderno territorio del Qatar non era peninsulare e non conteneva alcun rilievo, ma faceva invece parte della contigua massa terrestre che si estende dall'Arabia all'Altopiano iraniano. Di conseguenza, fu probabilmente utilizzato solo come zona di pascolo invernale per cacciatori-raccoglitori che favorivano la terra più fertile della valle del Golfo Persico.
Nel 1961, una spedizione archeologica danese effettuata sulla penisola ha scoperto circa 30.000 strumenti in pietra provenienti da 122 siti paleolitici. La maggior parte dei siti erano situati lungo la costa e divisi in quattro gruppi culturali separati basati sulla tipologia della silice. Strumenti macrolitici come raschietti, punte di freccia e asce risalenti al periodo paleolitico inferiore e medio erano tra le scoperte.
Le inondazioni del Golfo Persico, avvenute circa 8000 anni fa, provocarono lo sfollamento degli abitanti del Golfo, la formazione della penisola del Qatar e l'occupazione del Qatar con le sue risorse costiere. Da quel momento in poi, il Qatar è stato regolarmente utilizzato come pascolo per le tribù nomadi delle regioni Najd e Al Hasa in Arabia Saudita, e una serie di accampamenti stagionali sono stati costruiti attorno alle fonti d'acqua.

### Periodo neolitico (8000-3800 a.C.)
I primi insediamenti sulla penisola risalgono al periodo neolitico. Un sito sulla costa nord-occidentale chiamato Wadi Debayan è uno dei più antichi insediamenti noti in Qatar. Resti di vita marina, materiale vegetale e componenti strutturali erano tra i reperti scavati. La datazione al carbonio di resti organici ha rivelato delle abitazioni umane risalenti a 7.500 anni fa. Sono stati recuperati anche frammenti di ceramica originari del primo periodo Ubaide (il periodo della Mesopotamia che giunse dal 6500 al 3800 a.C. circa). Uno dei primi insediamenti trovati nella parte meridionale del Qatar è noto come Shagra e risale al 6000 a.C. Nel sito sono stati trovati una struttura a due stanze, selci e resti di pesci e molluschi.
Le ceramiche originarie del successivo periodo Ubaide furono scoperte nella penisola in tre spedizioni separate negli anni '70 e '80. Le analisi delle micro-sonde effettuate sui frammenti di terracotta hanno dedotto che provenivano dalla regione meridionale della Mesopotamia. A causa del fatto che la penisola del Qatar non avrebbe soddisfatto le condizioni necessarie per far prosperare una civiltà produttrice di ceramiche, è stato ipotizzato che la ceramica fosse prodotta a Ur e commerciata negli insediamenti del Golfo Persico. Poiché esiste una netta assenza di ceramiche nelle rotte terrestri, si ritiene che il commercio sia stato facilitato principalmente dalle rotte marittime.
Al Da'asa, un insediamento situato sulla costa nord-orientale del Qatar, è il sito Ubaide più esteso del paese. Fu scavato da una squadra danese nel 1961. Si ipotizza che il sito abbia ospitato un piccolo accampamento stagionale, forse un alloggio per un gruppo di cacciatori-pescatori-raccoglitori che effettuava visite ricorrenti. Ciò è dimostrato dalla scoperta di circa sessanta pozzi di fuoco nel sito, che potrebbero essere stati utilizzati per lavorare e asciugare il pesce, oltre a strumenti di selce come raschietti, tronchese, lame e punte di freccia. Inoltre, molti pozzi dipinti Ubaidi e una corniola sono stati trovati nei pozzi del fuoco, suggerendo connessioni con l'estero.
In uno scavo condotto ad Al Khor nel 1977-1978, diverse tombe del periodo Ubaide furono scoperte in quello che è considerato il primo luogo di sepoltura registrato nel paese. Una tomba conteneva i resti cremati di una giovane donna senza beni funerari. Altre otto tombe contenevano beni funerari, tra cui perle di conchiglia, corniole e ossidiana. L'ossidiana molto probabilmente ha avuto origine da Najrān nell'Arabia sud-occidentale.

### Età del bronzo (2100-1155 a.C.)

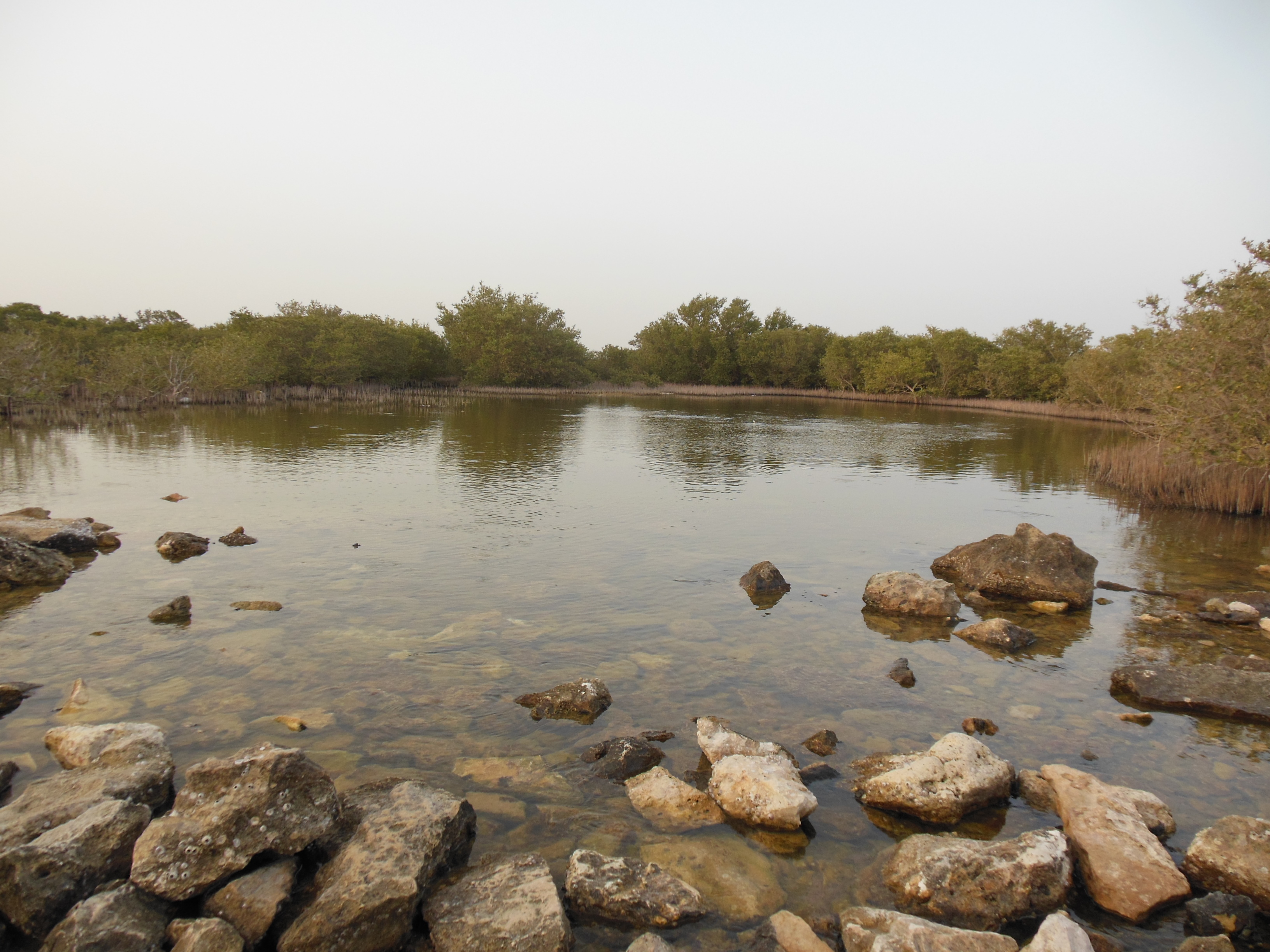
Isola di Al Khor, la sede dell'industria della tintura viola

La penisola del Qatar era abbastanza vicina alla civiltà Dilmun in Bahrain avendone avuto influenza. La ceramica è stata scoperta in due siti dal Qatar Archaeology Project, evidenziando il coinvolgimento del Paese nella rete commerciale di Dilmun. Quando la popolazione di Dilmun iniziò a dedicarsi ad attività marittime tra il 2100 e il 1700 a.C., gli abitanti del Qatar iniziarono a immergersi per cercare perle nel Golfo Persico. I Qatarioti erano impegnati nel commercio di perle e palme da dattero durante questa epoca.
È stato sostenuto che i resti degli insediamenti di Dilmun trovati in Qatar non rappresentano prove importanti dell'abitazione umana a lungo termine. Il Qatar è rimasto in gran parte disabitato durante questo periodo a causa della regolare migrazione da parte di tribù arabe nomadi alla ricerca di fonti non sfruttate di cibo e acqua. Gli insediamenti risalenti al periodo Dilmun, in particolare nell'isola di Al Khor, potrebbero essere stati istituiti per accelerare i viaggi commerciali tra il Bahrein e il più vicino insediamento nel Golfo Persico, Tell Abraq. Un altro scenario prevede che gli accampamenti siano stati creati visitando i pescatori o i cercatori di perle di Dilmun. È stato anche suggerito che la presenza di ceramiche sia indicativa del commercio tra gli abitanti del Qatar e la civiltà Dilmun, sebbene ciò sia considerato improbabile a causa della scarsa popolazione della penisola durante questo periodo.
I materiali di influenza babilonese Cassita risalenti al II millennio a.C., che sono stati trovati nell'isola di Al Khor, rivelano prove di relazioni commerciali tra gli abitanti del Qatar e il Cassiti. Tra i risultati c'erano 3.000.000 di gusci di lumaca schiacciati e frammenti di cocci Cassiti. È stato affermato che il Qatar è stato il sito della prima produzione nota di colorante per molluschi a causa di un'industria di colorazione viola gestita dai Cassiti che esisteva sull'isola. Il colorante è stato ottenuto dalla lumaca Murex ed era noto come " porpora ".  La produzione di coloranti potrebbe essere stata supervisionata dall'amministrazione Cassita in Bahrein allo scopo di esportare il colorante in Mesopotamia.

## Antichità

### Età del ferro e controllo babilonese-persiano (680-325 a.C.)

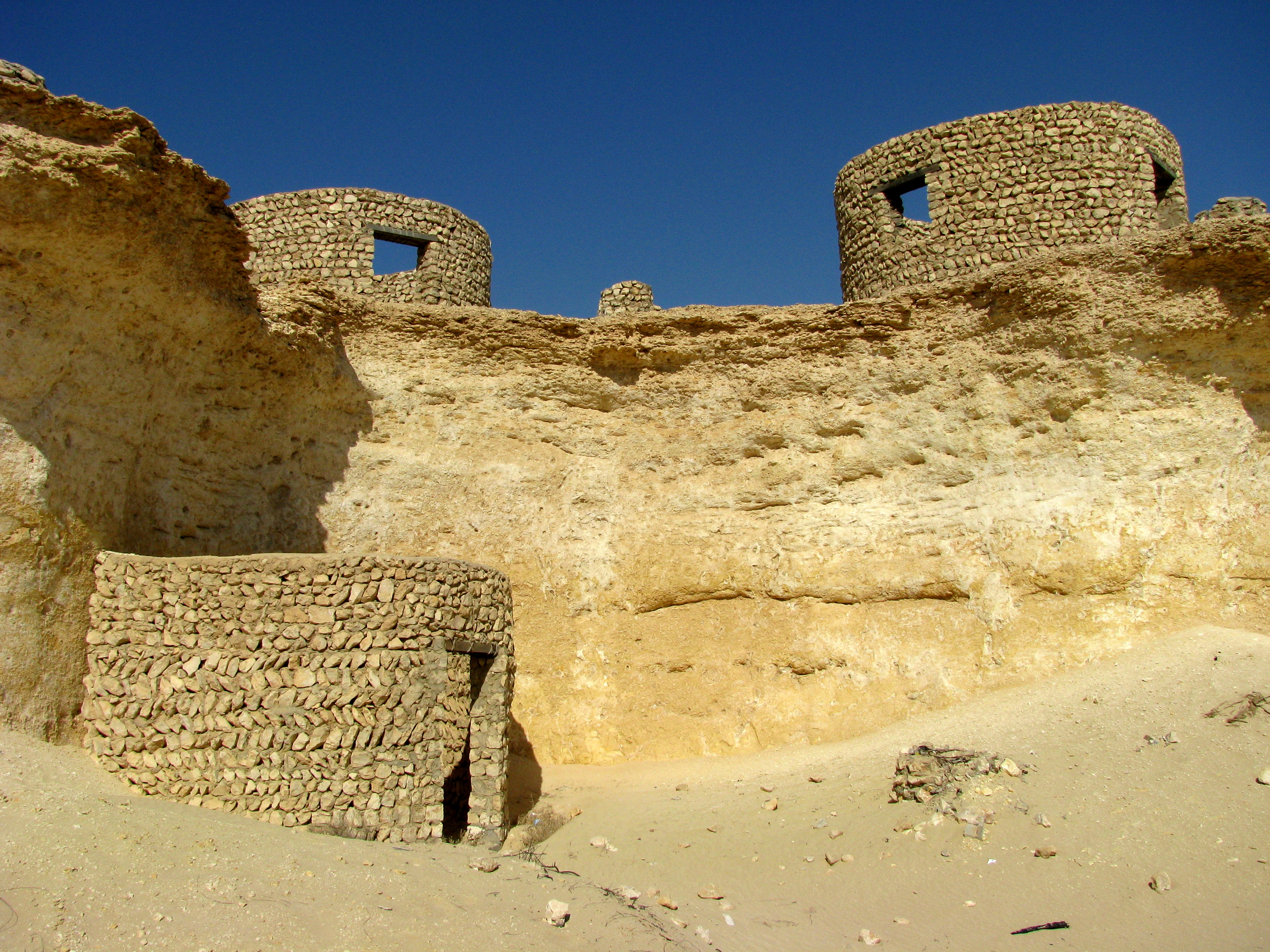
Rovine ricostruite a Zekreet, sulla costa occidentale del Qatar vicino a Ras Abrouq

Il re assiro Esarhaddon condusse con successo una campagna contro Bazu, un'area che comprendeva Dilmun e il Qatar, nel c. 680 a.C. Fino ad oggi, nessuna prova archeologica dei primi insediamenti dell'età del ferro è stata scoperta nella penisola. Ciò è probabilmente dovuto ai cambiamenti climatici avversi che rendono il Qatar meno abitabile in questo periodo.
Nel V secolo a.C., lo storico greco Erodoto pubblicò la prima descrizione conosciuta della popolazione del Qatar, descrivendo i suoi abitanti come " cananei di mare".

### Periodo ellenistico (325–250 a.C.)
Intorno al 325 a.C., Alessandro Magno inviò il suo ammiraglio supremo, Androstene di Taso, a sorvegliare l'intero Golfo Persico. Le carte richieste arrivarono poco dopo la morte di Alessandro nel 323. Seleuco I Nicatore ricevette la parte orientale dell'antico impero greco dopo la morte di Alessandro. A partire dal 312, espande l'Impero seleucide a est di Babilonia, presumibilmente includendo parti dell'Arabia orientale. Prove archeologiche di materiali di influenza greca sono state scoperte in Qatar. Gli scavi a nord di Dukhan hanno portato alla luce frammenti di manufatti con caratteristiche selucide e un campo di tumuli con 100 corpi seppelliti è stato scoperto a Ras Abrouq. Il numero relativamente elevato di tumuli suggerisce la presenza di una considerevole comunità marittima nella zona.
Dopo aver perso la maggior parte dei loro territori nel Golfo Persico, l'influenza seleucide cessò nella zona nel c. 250 a.C.

### Controllo persiano (250 a.C.- 642 d.C.)

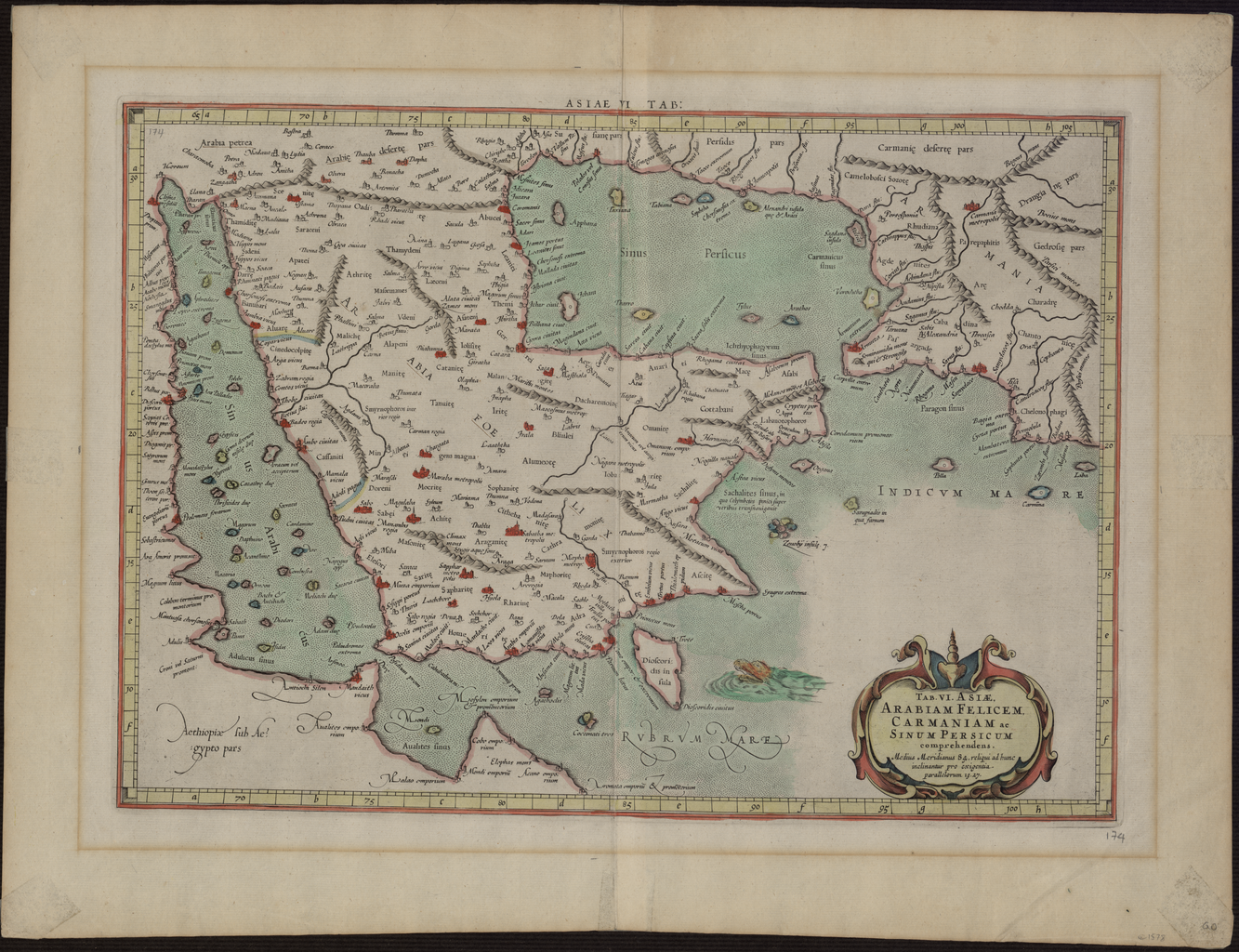
La prima rappresentazione conosciuta del Qatar come Catura nella mappa di Tolomeo prodotta nel II secolo.

In seguito alla cacciata dei Seleucidi da parte dell'Impero dei Parti nel c. 250 a.C., questi ultimi ottennero il dominio sul Golfo Persico e sulla costa araba. Dato che i Parti dipendevano dalle rotte commerciali attraverso il Golfo Persico, stabilirono guarnigioni lungo la costa.  Le ceramiche recuperate dalle spedizioni in Qatar hanno dimostrato legami con l'Impero dei Parti.
Ras Abrouq, una città costiera a nord di Dukhan, ospitava una località di pesca dove le navi straniere essiccavano il pesce nel 140 a.C. Numerose strutture in pietra e grandi quantità di lische di pesce sono state recuperate dal sito.
Plinio il Vecchio, un autore romano, scrisse un resoconto sugli abitanti della penisola intorno alla metà del I secolo d.C. Si riferiva a loro come il "Catharrei" e li descriveva come nomadi che vagavano costantemente alla ricerca di acqua e cibo. Intorno al II secolo, Tolomeo produsse la prima mappa conosciuta per rappresentare la massa terrestre, riferendosi ad essa come "Catura".
Nel 224 d.C., l'impero sasanide ottenne il controllo dei territori che circondano il Golfo Persico. Il Qatar ha svolto un ruolo nell'attività commerciale dei Sasanidi, contribuendo ad almeno due materie prime: le perle preziose e la porpora. Ceramiche sasanidi e oggetti di vetro sono stati trovati a Mezru'ah, una città a nord-ovest di Doha, e frammenti di oggetti di vetro e oggetti di ceramica sono stati scoperti in un insediamento a Umm al-Ma'a.
Sotto il regno dei sasanidi, molti abitanti dell'Arabia orientale furono introdotti al cristianesimo dopo che la religione fu dispersa a est dai cristiani mesopotamici. In quest'epoca furono costruiti monasteri in Qatar, e furono fondati ulteriori insediamenti. Durante l'ultima parte dell'era cristiana, il Qatar era conosciuto con il nome siriaco di "Beth Qatraye" (ܒܝܬ ܩܛܪܝܐ; "regione dei Qatarioti"). Una variante di questo era "Beth Catara". La regione non era limitata al Qatar; includeva anche Bahrein, l'isola Tarout, Al-Khatt e Al-Hasa. Le diocesi di Beth Qatraye non formarono una provincia ecclesiastica, tranne che per un breve periodo tra la metà e la fine del VII secolo. Erano invece soggetti alla diocesi di Fars.
Maometto mandò Al-Ala'a Al-Hadrami, un inviato musulmano, a un sovrano persiano in Arabia Orientale di nome Munzir ibn Sawa Al Tamimi nel 628 e chiese che lui e il suo popolo accettassero l'Islam. Munzir favorì la sua richiesta e la maggior parte delle tribù arabe in Qatar si convertì all'Islam. Lo storico Habibur Rahman ha proposto che la sede amministrativa di Munzir ibn Sawa esistesse nella zona di Murwab o Umm al-Ma'a in Qatar. Questa teoria è stata avallata da un ritrovamento archeologico di circa 100 piccole case di epoca islamica costruite in pietra e palazzi fortificati di un leader tribale nel Murwab, che si ritiene abbiano avuto origine dal primo periodo islamico. Dopo l'adozione dell'Islam, gli arabi guidarono la conquista musulmana della Persia che portò alla caduta dell'Impero sasanide.
È probabile che alcune popolazioni stanziate in Qatar non si siano convertite immediatamente all'Islam. Isacco di Ninive, un vescovo cristiano siriaco del VII secolo considerato santo per alcune chiese, nacque a Beth Qatraye. Altri importanti studiosi cristiani risalenti a questo periodo che provengono da Beth Qatraye includono Dadisho Qatraya, Gabriele del Qatar e Ahob del Qatar. Nel 674, i vescovi di Beth Qatraye smisero di frequentare i sinodi.

## Dominio musulmano

### Periodo omayyade (661-750)

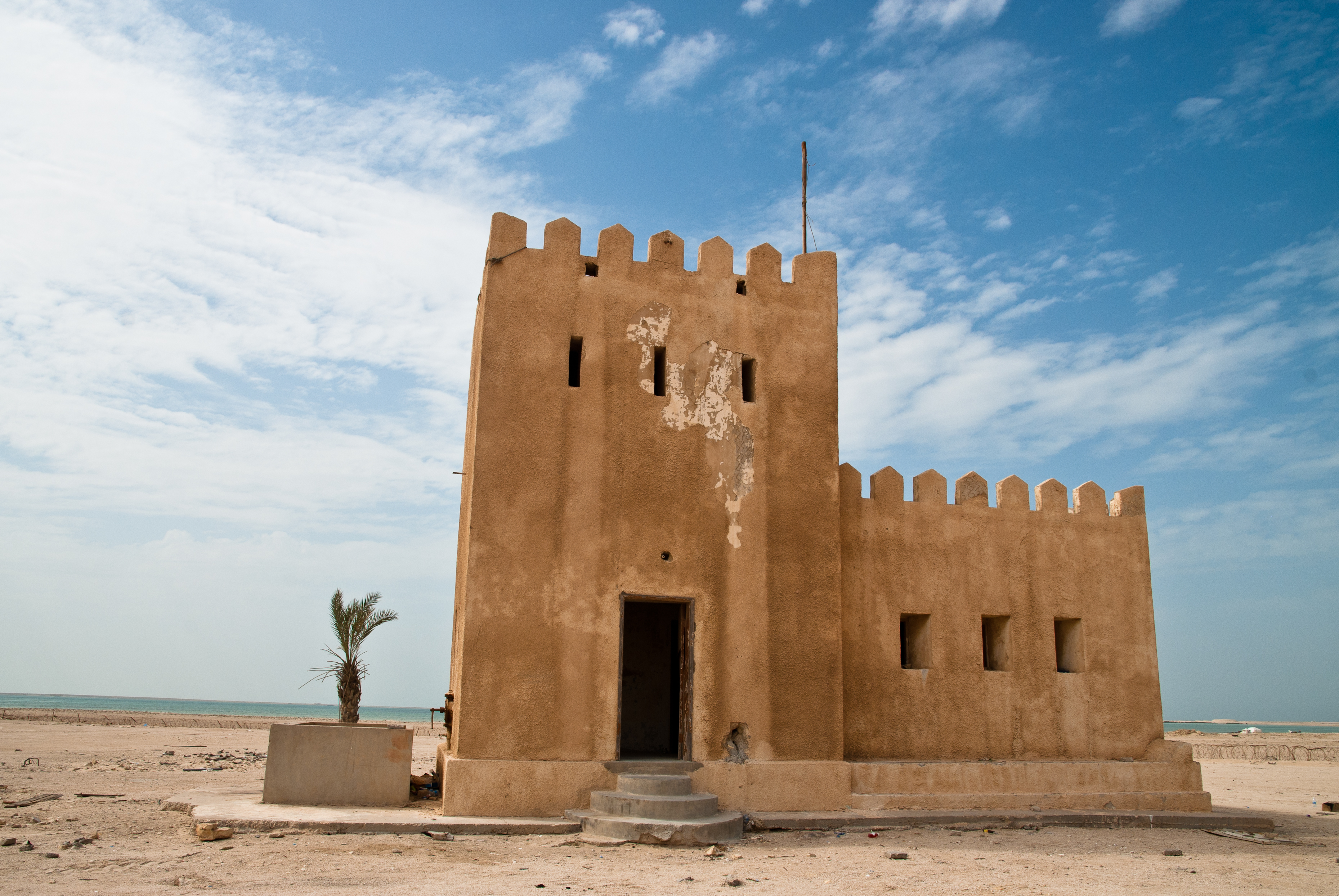
Un forte storico di Umm al-Ma'a.

Il Qatar è stato descritto come un famoso centro di allevamento di cavalli e cammelli durante il periodo omayyade. Esso ha iniziato a beneficiare della sua posizione commerciale strategica nel Golfo Persico durante l'VIII secolo, diventando un centro di commercio di perle.
Durante la Seconda Fitna, un rinomato khariji comandante di nome del Qatar ibn al-Fuja'a, che è stato descritto come il più popolare, ammirato e potente capo khariji, ha condotto l'Azariqa, una sotto-setta dei Khawarij, in numerose battaglie. Ha ricoperto il titolo di Amir al-Mu'minin e ha guidato il movimento radicale Azariqa per più di 10 anni. Nato ad Al Khuwayr in Qatar, ha anche coniato le prime monete kharjite conosciute, la prima delle quali risaliva a 688 o 689.
Il califfato omayyade causò molti cambiamenti politici e religiosi nell'Asia occidentale a partire dalla fine del VII secolo. Di conseguenza, ci furono molte rivolte contro gli Omayyadi alla fine del VII secolo, in particolare in Qatar e Bahrein. Ibn al-Fuja'a ha guidato una rivolta contro i califfi omayyadi per più di venti anni.
Nel 750, il malcontento nel califfato aveva raggiunto un livello critico a causa del trattamento dei cittadini non arabi nell'Impero. La Rivoluzione Abbaside provocò il rovesciamento del Califfato omayyade, inaugurando il periodo Abbaside.

### Periodo abbaside (750-1253)
Diversi insediamenti, tra cui Murwab, si svilupparono durante il periodo abbaside. Oltre 100 case in pietra, due moschee e un forte abbaside furono costruiti a Murwab durante quest'epoca. Il forte di Murwab è il più antico forte intatto del paese ed è stato costruito sulle rovine di un precedente forte che è stato distrutto da un incendio. La città era il sito del primo insediamento istituito al largo della zona costiera del Qatar. Un sito simile, T'ang e risalente al IX e X secolo, è stato scoperto ad Al Naman (a nord di Zubarah ).

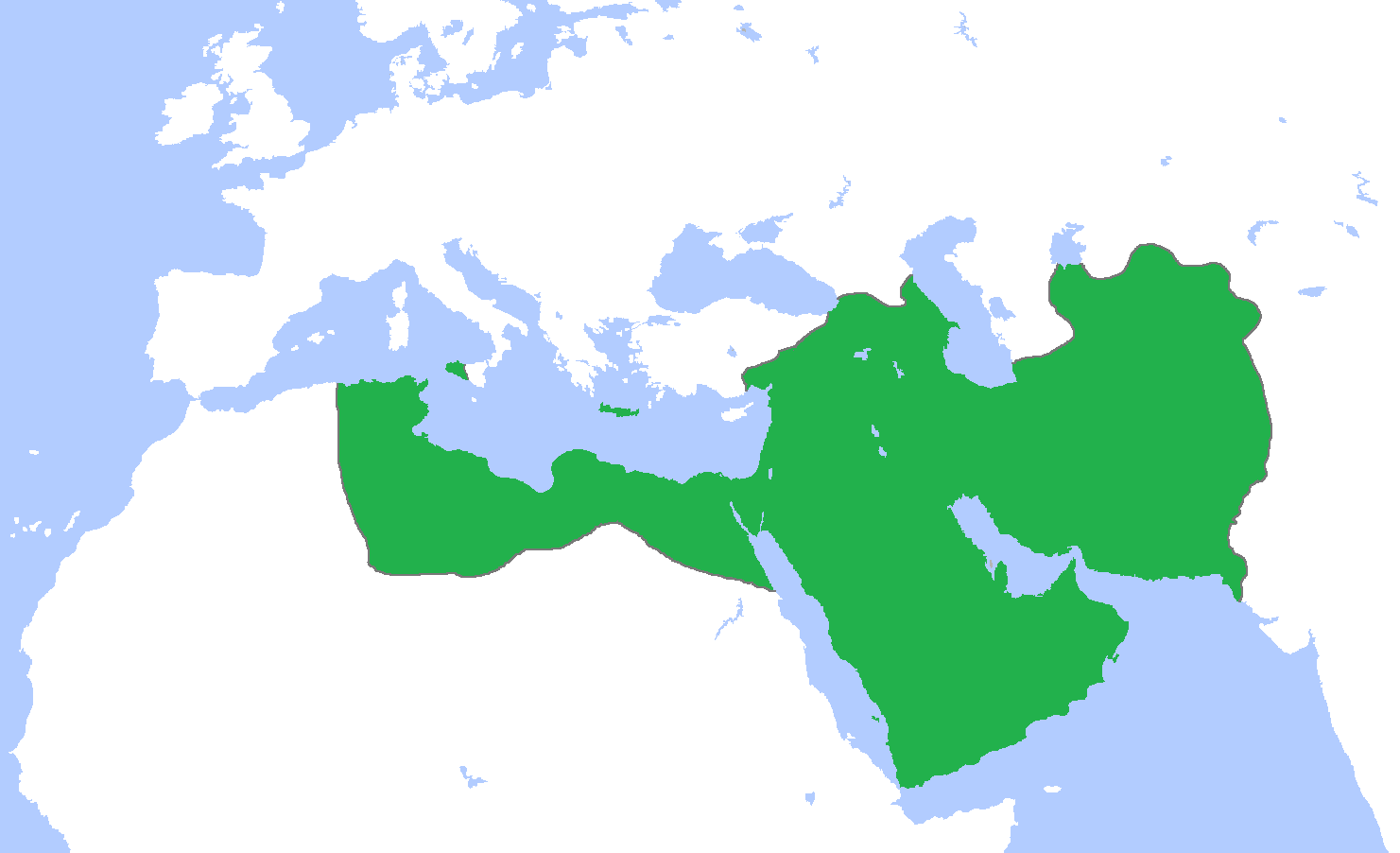
Califfato abbaside nella sua massima espansione, c. 850.

Lo sviluppo sostanziale nell'industria delle perle intorno alla penisola del Qatar avvenne durante l'era Abbaside. Le navi da Bassora in rotta verso l'India e la Cina facevano scalo nel porto del Qatar durante questo periodo. Porcellana cinese, monete dell'Africa occidentale e pezzi provenienti dalla Thailandia sono stati scoperti in Qatar. I resti archeologici del IX secolo suggeriscono che gli abitanti del Qatar utilizzarono una maggiore ricchezza, forse dal commercio di perle, per costruire case ed edifici pubblici di qualità superiore. Tuttavia, quando la prosperità del califfato è diminuita in Iraq, ciò è avvenuto anche in Qatar.
La maggior parte dell'Arabia orientale, in particolare il Bahrain e la penisola del Qatar, furono siti di rivolta contro il califfato abbaside intorno all'868. Mohammed ibn Ali, un rivoluzionario, scatenò il popolo del Bahrain e del Qatar in una ribellione, ma essa non ebbe successo e si trasferì a Bassora. In seguito ebbe successo nell'istigare la ribellione di Zanj.
Un gruppo radicale Ismailita dei Carmati stabilì una repubblica utopica in Arabia Orientale nell'899. Considerarono il pellegrinaggio alla Mecca una superstizione e una volta avuto il controllo dello stato del Bahrein lanciarono incursioni lungo le rotte di pellegrinaggio che attraversavano la penisola arabica. Nel 906 tennero un'imboscata alla carovana dei pellegrini di ritorno dalla Mecca e massacrarono 20.000 fedeli.
Il Qatar è menzionato nel libro di Yaqut al-Hamawi, studioso musulmano del XIII secolo, Mu'jam Al-Buldan (Dizionario dei Paesi), che allude ai mantelli con tessuti a strisce sottili del Qatar e alle loro abilità nel miglioramento e finitura delle lance, note come lance khattiyah. Le lance acquisirono il loro nome in omaggio alla regione di Al-Khatt che comprendeva l'attuale Qatif, Uqair e Qatar.

## Età d'oro: islamica

### Il controllo degli Usfuridi e degli Hormuzi (1253–1515)
Gran parte dell'Arabia orientale fu controllata dagli Usfuridi nel 1253, ma il controllo della regione fu successivamente preso dal principe di Hormuz nel 1320. Le perle del Qatar hanno fornito al regno una delle sue principali fonti di reddito. I portoghesi sconfissero gli Hormuzi nel 1507 in seguito alla distruzione della loro flotta da parte delle forze di Afonso de Albuquerque. Tuttavia, i capitani di Albuquerque si ribellarono e furono costretti ad abbandonare l'isola di Hormuz. Alla fine, nel 1515, il re Manuele I uccise il visir Reis Hamed del Sultano Saifuddin, facendo pressione sul sultano per diventare un vassallo del re Manuele.

### Il controllo portoghese e ottomano (1521–1670)

L'Arabia in una mappa di Jodocus Hondius del 1598

Il Bahrein e il Qatar continentale erano stati conquistati dai portoghesi nel 1521. Dopo che i portoghesi vi rivendicarono il controllo, costruirono una serie di fortezze lungo la costa araba.  Tuttavia, non vi sono significative rovine portoghesi in Qatar. I portoghesi si concentrarono sulla creazione di un impero commerciale in Arabia Orientale e esportarono oro, argento, seta, chiodi di garofano, ambra, cavalli e perle. La popolazione di Al-Hasa si sottomise volontariamente al dominio degli ottomani nel 1550, preferendoli ai portoghesi.
Dopo che i portoghesi furono espulsi dalla zona nel 1602 dagli olandesi e dai britannici, gli ottomani ebbero ben poco bisogno di mantenere una presenza militare nella regione di Al-Hasa. Di conseguenza, gli ottomani furono espulsi dal Bani Khalid nel 1670.

## Origine della tribù Bani Utbah
La tribù Al Bin Ali è discendente originale della tribù Bani Utbah in quanto sono l'unica tribù a portare il cognome Al-Utbi nei documenti di proprietà dei giardini di palme del Bahrain già nel 1699-1111 Hijri. Sono specificamente i discendenti del loro bisnonno Ali Al-Utbi che è un discendente del loro bisnonno Utbah, da cui il nome Bani Utbah che significa figli di Utbah. Utbah è il bisnonno di Bani Utbah che è una sezione di Khafaf di Bani Sulaim bin Mansoor di Mudhar di Adnan. La parola plurale per Al-Utbi è Utub e il nome della tribù è Bani Utbah.

### Regola di Bani Khalid (1670–1783)
Dopo aver espulso gli ottomani, il Bani Khalid aveva giurisdizione sul Qatar dal 1670 in poi. Nel 1766, i clan Utub di Al Jalahma e Al Khalifa emigrarono dal Kuwait a Zubarah in Qatar. Al momento del loro arrivo a Zubarah, i Bani Khalid esercitavano un potere debole sul Qatar, sebbene il villaggio più grande fosse governato da parenti lontani del Bani Khalid. Dopo l'occupazione persiana di Bassora nel 1777 molti commercianti e famiglie si trasferirono da Bassora e Kuwait a Zubarah. La città divenne un fiorente centro di commercio e perle nella regione del Golfo Persico dopo questo movimento.
Al Khalifa rivendicò il Qatar e il Bahrain nel 1783, mentre il controllo di Bani Khalid sul vicino Al-Hasa terminò ufficialmente nel 1795.

## Al Khalifa e il controllo saudita (1783–1868)

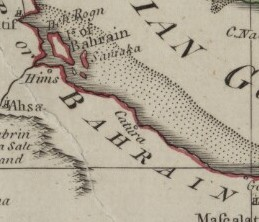
Una mappa del 1794 raffigurante Catura sotto la giurisdizione del Bahrain.

In seguito all'aggressione persiana contro Zubarah, gli Utub e le altre tribù arabe cacciarono i persiani dal Bahrein nel 1783. Al Jalahma si staccò dall'alleanza Utub qualche tempo prima che l'Utub annettesse il Bahrain nel 1783 e tornasse a Zubarah. Ciò lasciò la tribù di Al Khalifa in possesso del Bahrein, per cui poi trasferì la loro base di potere da Zubarah a Manama. Essi hanno continuato a esercitare l'autorità sulla terraferma e hanno pagato i tributi ai wahhabiti per respingere le aspirazioni in Qatar. Tuttavia, il Qatar non ha sviluppato un'autorità centralizzata perché Al Khalifa ha orientato la propria attenzione verso il Bahrein. Di conseguenza, il Qatar ha attraversato molti periodi con "sceicchi transitori", tra cui il più notevole è Rahmah ibn Jabir al-Jalahimah. Nel 1790, Zubarah fu descritta come un paradiso sicuro per i commercianti che godevano di una protezione completa e senza dazi doganali.

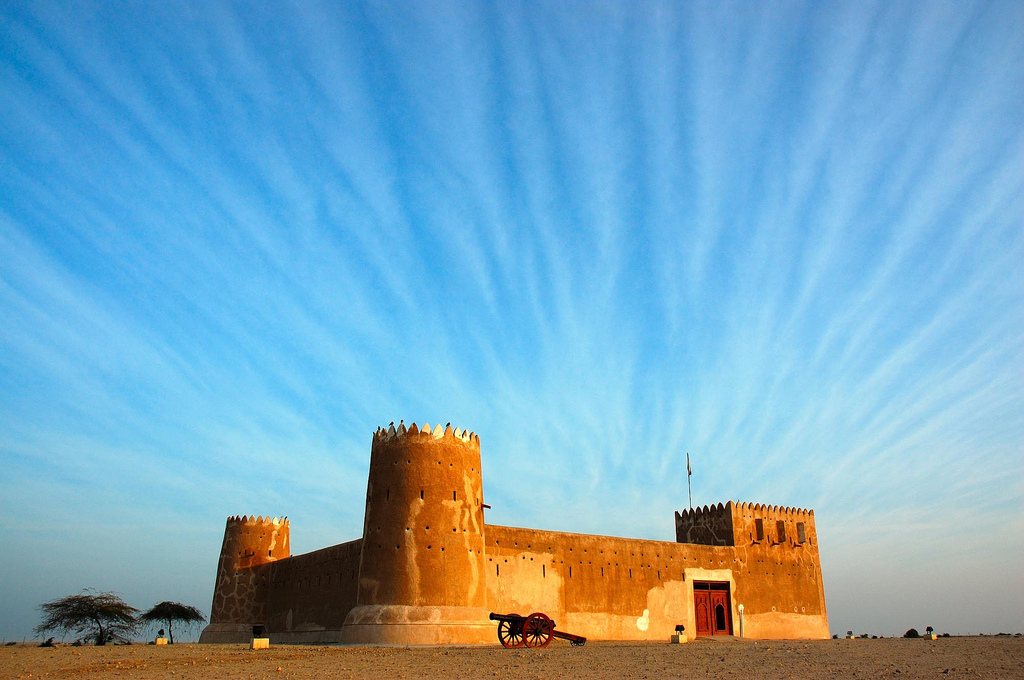
Forte Zubarah

La città fu minacciata dai wahhabiti dal 1780 in poi a causa delle incursioni intermittenti lanciate sulle fortezze di Bani Khalid ad Al-Hasa. I wahhabiti hanno ipotizzato che la popolazione di Zubarah avrebbe cospirato contro il loro regime con l'aiuto di Bani Khalid. Credevano anche che i suoi abitanti praticassero insegnamenti contrari alla dottrina wahhabita e consideravano la città come un'importante porta di accesso al Golfo Persico. Il generale saudita Sulaiman ibn Ufaysan condusse un raid contro la città nel 1787. Cinque anni dopo, un'enorme forza wahhabita conquistò Al Hasa, costringendo molti rifugiati a fuggire a Zubarah. Le forze wahhabite assediarono Zubarah e diversi insediamenti vicini nel 1794 e in seguito come punizione per l'accoglienza dei richiedenti asilo.  I capi locali erano autorizzati a continuare a svolgere compiti amministrativi, ma erano tenuti a pagare una tassa.
Dopo aver sconfitto Bani Khalid nel 1795, i wahhabiti furono attaccati su due fronti. Gli ottomani e gli egiziani assalirono il fronte occidentale, mentre l'Al Khalifa in Bahrain e gli omaniti lanciarono un attacco contro il fronte orientale. I wahhabiti si allearono con la tribù Al Jalahmah in Qatar, che procedette a ingaggiare Al Khalifa e gli sulla frontiera orientale.
Dopo essere stato informato dei progressi degli egiziani sulla frontiera occidentale, nel 1811, l'amir wahhabita ridusse le sue guarnigioni in Bahrein e Zubara per riposizionare le sue truppe. Said bin Sultan di Mascate ha sfruttato questa opportunità e ha attaccato le guarnigioni wahhabite in Bahrein e Zubarah. Il forte di Zubarah fu dato alle fiamme e gli Al Khalifa tornarono al potere.

### Il coinvolgimento britannico

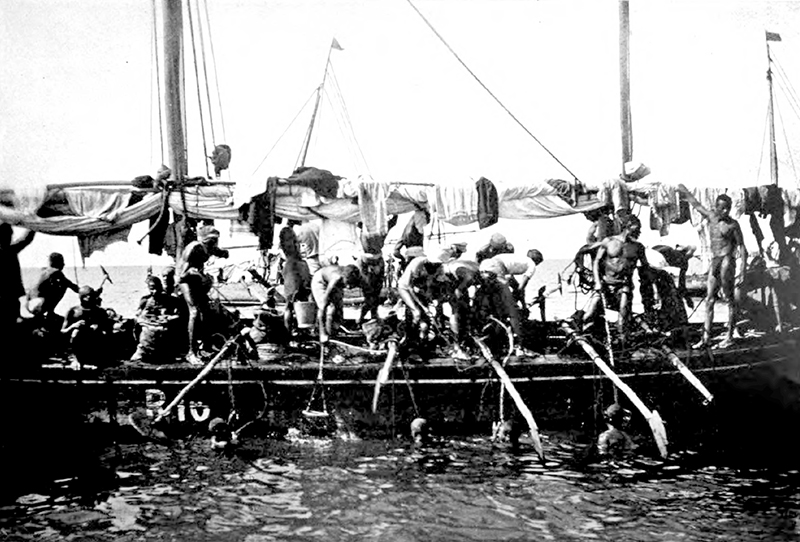
Pesca con le perle nel Golfo Persico, inizi del XX secolo.

Il desiderio della Gran Bretagna di un passaggio sicuro per le navi della East India Company la portò a imporre il proprio ordine nel Golfo Persico. Nel 1820 fu firmato un accordo noto come Trattato marittimo generale tra la Compagnia delle Indie Orientali e gli sceicchi dell'area costiera (in seguito conosciuta come Costa Truciale). Venne riconosciuta l'autorità britannica nel Golfo Persico e cercando di porre fine alla pirateria e alla tratta degli schiavi. Il Bahrein divenne parte del trattato e si presumeva che anche il Qatar, come dipendenza, ne facesse parte.
Un rapporto compilato dal maggiore Colebrook nel 1820 fornisce le prime descrizioni delle principali città del Qatar. Tutte le città costiere menzionate nel suo rapporto erano situate vicino alle sponde delle perle del Golfo Persico e praticavano la pesca delle perle da millenni. Fino alla fine del XVIII secolo, tutte le principali città del Qatar, tra cui Al Huwaila, Fuwayrit, Al Bidda e Doha, erano situate sulla costa orientale. Doha si è sviluppata attorno alla più grande di queste, Al Bidda. La popolazione era composta da arabi nomadi e stanziali e una parte significativa degli schiavi portati dall'Africa orientale. Come punizione per la pirateria commessa dagli abitanti di Doha, una nave della East India Company bombardò la città nel 1821 radendo al suolo la città, costringendo tra i 300 e i 400 nativi a fuggire.
Un sondaggio condotto dagli inglesi nel 1825 rileva che il Qatar non aveva un'autorità centrale ed era governato da sceicchi locali. Doha era governata dalla tribù Al-Buainain. Nel 1828, un membro di Al-Buainain uccise un nativo del Bahrain, spingendo lo sceicco del Bahrein a imprigionare il colpevole. La tribù Al-Buainain si ribellò, provocando gli Al Khalifa a distruggere il loro forte ed espellerli da Doha. L'espulsione di Al-Buainain garantì ad Al Khalifa una maggiore giurisdizione su Doha.

### Contesa tra bahraini e sauditi

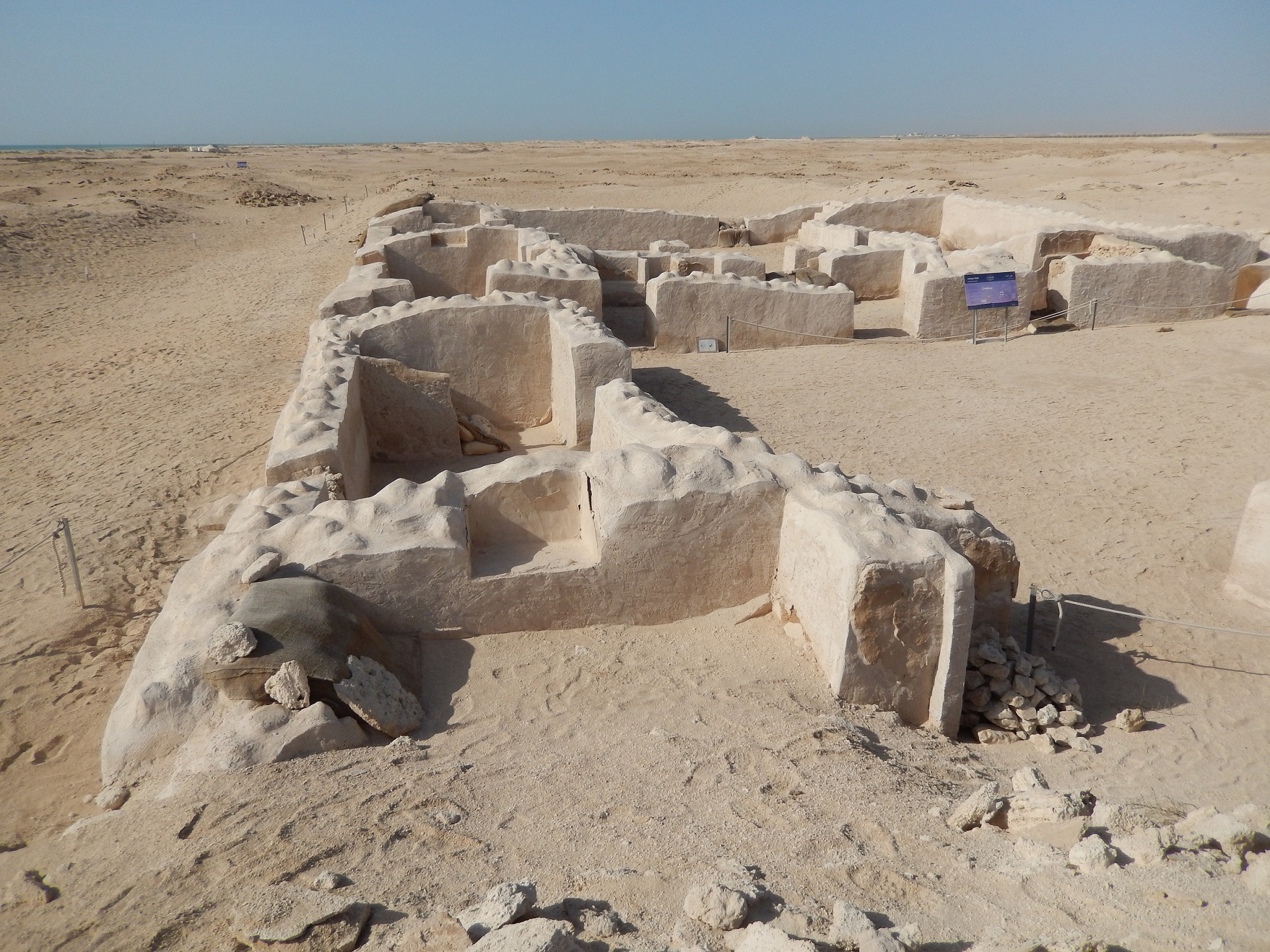
Città in rovina di Zubarah.

Desiderando sorvegliare i movimenti dei wahhabiti, il Bahrein aveva di stanza un funzionario governativo di nome Abdullah bin Ahmad Al-Khalifa sulla costa del Qatar già nel 1833. Rivoltandosi contro i bahraini, istigò il popolo di Al Huwailah a ribellarsi contro Al Khalifa e ad aprire una corrispondenza con i wahhabiti nel 1835. Poco dopo la rivolta, entrambe le parti firmarono un accordo di pace sotto la mediazione del figlio del Sultano di Mascate. Come parte delle disposizioni, Al Huwailah venne demolita e i suoi residenti furono trasferiti in Bahrein. I nipoti di Abdullah bin Ahmed violarono quasi immediatamente l'accordo quando incitarono i membri della tribù Al Kuwari ad attaccare Al Huwailah.
I residenti della penisola erano sensibili alle scaramucce tra le forze dello sceicco del Bahrain e il comandante militare egiziano di Al-Hasa. Alla fine del 1839 o all'inizio del 1840, il governatore di Al-Hasa inviò truppe per devastare il Qatar a seguito del rifiuto della tribù Al Nuaim di Zubarah di pagare il tributo richiesto. L'assassinio di un governatore a Hofuf terminò prematuramente la spedizione prima che le forze armate potessero raggiungere il paese.
Nel 1847, Abdullah bin Ahmed Al Khalifa e un capo del Qatar di nome Isa bin Tarif formarono una coalizione contro Mohammed bin Khalifa, il sovrano del Bahrain. A novembre, Bin Khalifa giunse ad Al Khor con 500 truppe e il supporto militare da parte dei governatori di Qatif e Al-Hasa. Le forze di opposizione contavano 600 uomini ed erano guidate da Bin Tarif. Il 17 novembre, una battaglia decisiva, che divenne nota come la battaglia di Fuwayrit, ebbe luogo tra le forze della coalizione e le forze del Bahrein. Le forze della coalizione furono sconfitte dopo che Bin Tarif e 80 dei suoi uomini furono uccisi. Dopo aver sconfitto la truppa di resistenza, Bin Khalifa demolì Al Bidda e trasferì i suoi abitanti in Bahrein. Mandò suo fratello Ali bin Khalifa come inviato ad Al Bidda. Tuttavia, non esercitò alcun potere amministrativo e i capi tribali locali rimasero responsabili degli affari interni del Qatar.
Dopo aver elaborato un piano per invadere il Bahrein, nel febbraio del 1851 l'amir wahhabita Faisal bin Turki lasciò il suo quartier generale a Najd con un plotone di truppe. Diverse offerte di pacificazione furono fatte per conto di Mohammed bin Khalifa, ma furono accolte dal rifiuto di Faisal. In previsione dell'imminente invasione, Ali bin Khalifa si è trasferito per ottenere supporto militare in Qatar, ma Mohammed bin Thani è stato convinto a concedere supporto alle forze di Faisal quando hanno raggiunto Al Bidda a maggio. L'8 giugno, le forze fedeli ad Al Thani si impossessarono di un'importante torre situata vicino alla residenza di Ali bin Khalifa nel forte di Al Bidda. Ciò ha spinto il Bahrein ad avviare negoziati per un trattato di protezione con gli inglesi nel tentativo di contrastare i progressi di Faisal. Inizialmente non riuscirono a farlo, ma gli inglesi riconsiderarono la loro posizione dopo aver ricevuto un rapporto dell'intelligence sul conflitto e collocarono frettolosamente un blocco navale a Manama. Accompagnando un trattato di pace il 25 luglio 1851, lo sceicco del Bahrein accettò di pagare una tassa di 4.000 corone tedesche in cambio del restauro del forte Al Bidda occupato dagli abitanti del Bahrein e della dissociazione dei wahhabiti dagli abitanti del Qatar.

### Le ripercussioni economiche

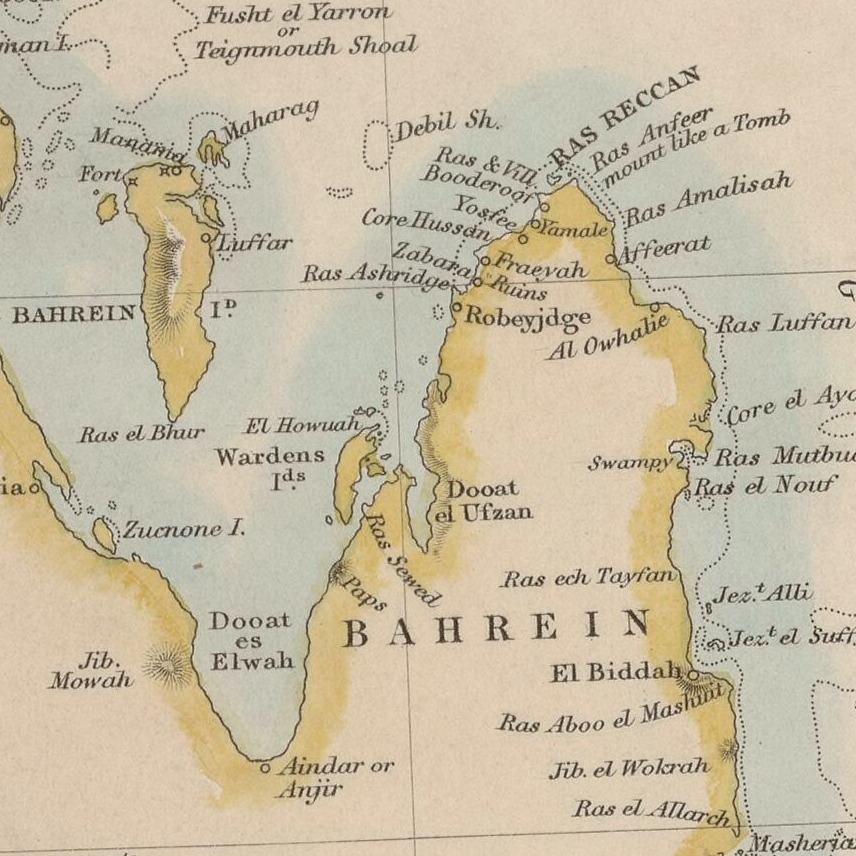
1849 Mappa del Bahrein e dell'attuale Qatar.

In una mossa che fece arrabbiare Mohammed bin Khalifa, Faisal bin Turki fornì un rifugio sicuro per i figli di Abdullah bin Ahmed a Dammam nel 1852. Di conseguenza, i bahraini hanno tentato di scacciare i residenti di Al Bidda e Doha che erano sospettati di essere fedeli ai wahhabiti imponendo un blocco economico agli abitanti che impediva loro di impegnarsi nella caccia alle perle. Il blocco è continuato fino alla fine dell'anno. Nel febbraio 1853, i wahhabiti iniziarono a marciare da Al-Hasa ad Al Khor. Dopo che il Bahrein ricevette l'assicurazione dal Qatar che non avrebbero cooperato con le forze wahhabite se avessero attraversato i loro confini, mandarono Ali bin Khalifa in patria per collaborare con la resistenza locale. Un accordo di pace mediato dagli inglesi fu raggiunto tra le due parti nel 1853.
Le ostilità furono nuovamente provocate dopo che lo sceicco del Bahrein, in risposta al ricovero dei fuggitivi del Bahrein a Dammam, nel 1859 smise di pagare il tributo all'emiro wahhabita e iniziò a istigare le tribù del Qatar ad attaccare i suoi sudditi. A seguito delle minacce lanciate da Abdullah bin Faisal per attaccare il Bahrain, la marina britannica inviò una nave al largo della costa di Dammam per prevenire eventuali attacchi. La situazione si intensificò nel maggio 1860 quando Abdullah minacciò di occupare la costa del Qatar fino a quando non fu pagato il tributo annuale. Nel maggio 1861, il Bahrein firmò un trattato con il governo britannico in cui quest'ultimo accettò di offrire protezione e riconoscere il Qatar come dipendente del Bahrein. Nel febbraio 1862, il trattato fu ratificato dal governo indiano.
In seguito al coinvolgimento britannico, l'ondata che la tribù Al Khalifa deteneva sugli affari del Qatar iniziò a declinare. Mohammed bin Thani è stato descritto da Gifford Palgrave come il governatore riconosciuto della penisola del Qatar nel 1863. Alcuni abitanti di Al Wakrah furono costretti a lasciare la città dallo sceicco del Bahrein nell'aprile del 1863 a causa di presunti legami con i wahhabiti. Il capo della città, Mohammed Bu Kuwara, fu preso in custodia con una accusa simile. Nel 1866, un rapporto degli inglesi rivelò che il Qatar stava pagando uno zakat annuale di 4.000 corone tedesche ai wahhabiti, in violazione del trattato britannico del 1861. Il rapporto affermava inoltre che gli Al Khalifa tassavano il popolo del Qatar per lo stesso pagamento annuale.

### Guerra tra Qatar e Bahrein

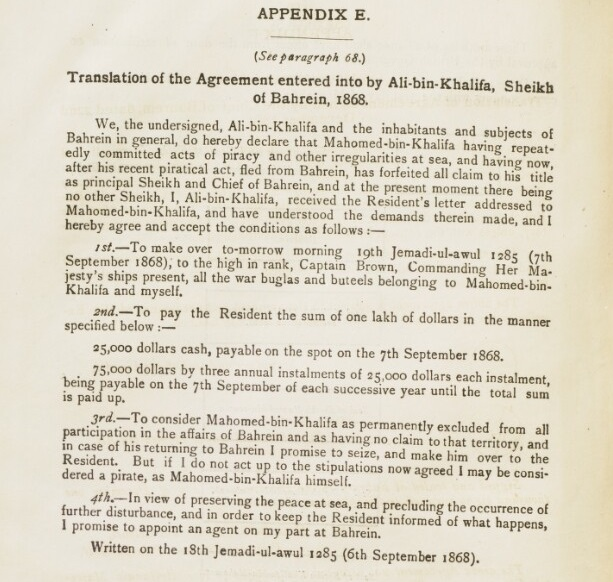
Un accordo tra Gran Bretagna e Bahrein nel settembre 1868 come conseguenza della guerra del Qatar - Bahrein.

Nel giugno 1867, un rappresentante di Mohammed Al Khalifa prese un beduino da Al Wakrah e lo deportò in Bahrain. Mohammed bin Thani chiese il suo rilascio, ma il rappresentante rifiutò. Ciò spinse Mohammed Bin Thani ad espellerlo da Al Wakrah. Dopo aver ricevuto questa notizia, Mohammed Al Khalifa ha rilasciato il prigioniero beduino ed ha espresso il suo desiderio di rinnovati colloqui di pace. Jassim bin Mohammed Al Thani, figlio di Mohammed bin Thani, si è recato in Bahrein per negoziare per suo conto. Fu imprigionato al suo arrivo e un gran numero di navi e truppe furono presto inviate per punire il popolo di Al Wakrah e Al Bidda. Abu Dhabi si è unita a nome del Bahrein a causa dell'idea che Al Wakrah fosse un rifugio per i fuggitivi dell'Oman. Più tardi in quell'anno, delle forze combinate saccheggiarono le due città del Qatar sopra menzionate con 2.000 uomini in quella che sarebbe diventata nota come Guerra del Qatar - Bahrein. Un rapporto britannico in seguito dichiarò:
Nel giugno 1868, le tribù del Qatar si ritorsero contro il Bahrein e ne seguì una battaglia in cui furono affondate 60 barche e 1000 uomini furono uccisi. Successivamente, lo sceicco del Bahrein accettò di liberare Jassim bin Mohammed in cambio dei prigionieri del Bahrein catturati.
L'incursione congiunta Bahrein-Abu Dhabi e il contrattacco del Qatar hanno spinto l'agente politico britannico, il colonnello Lewis Pelly, a imporre un insediamento nel 1868. La missione di Pelly in Bahrein e in Qatar e il trattato di pace che ne risultò furono pietre miliari nella storia del Qatar. Riconosceva implicitamente la distinzione del Qatar dal Bahrein e riconosceva esplicitamente la posizione di Mohammed bin Thani come importante rappresentante delle tribù della Penisola.

## Il controllo ottomano (1871–1915)

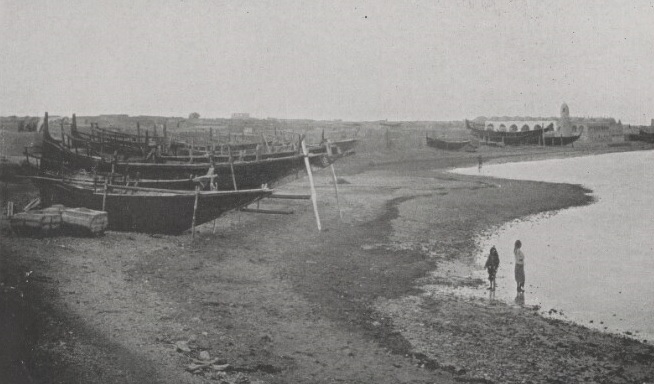
Doha all'inizio del XX secolo.

L'Impero ottomano si espanse in Arabia Orientale nel 1871. Dopo essersi stabilito sulla costa di Al-Hasa, avanzò verso il Qatar. Al Bidda venne presto a servire come base operativa per i beduini che molestavano gli ottomani nel sud, e Abdullah II Al-Sabah del Kuwait fu inviato in città per assicurare uno sbarco per le truppe ottomane. Portò con sé quattro bandiere ottomane per i personaggi più influenti in Qatar. Mohammed bin Thani ricevette e accettò una delle bandiere, ma l'inviò ad Al Wakrah continuando a issare la bandiera locale sopra la sua casa. Jassim bin Mohammed accettò la bandiera e la fece sventolare sopra la sua casa. Una terza bandiera fu data ad Ali bin Abdul Aziz, il sovrano di Al Khor.
Gli inglesi reagirono negativamente ai progressi degli ottomani quando sentirono che erano in gioco i loro interessi. Non ricevendo risposta alle loro obiezioni, il cannoniere britannico Hugh Rose arrivò in Qatar il 19 luglio 1871. Dopo aver ispezionato la situazione, Sidney Smith, l'assistente politico residente nel Golfo Persico, scoprì che il Qatar sventolava volentieri le bandiere. Per aumentare ulteriormente la loro apprensione, Jassim bin Mohammed, che assunse il ruolo di suo padre durante questo periodo, autorizzò gli ottomani a inviare 100 truppe e attrezzature ad Al Bidda nel dicembre 1871. Nel gennaio del 1872, gli ottomani incorporarono il Qatar nel loro dominio. Fu designata una provincia a Najd sotto il controllo del sanjak di Najd. Jassim bin Mohammed venne nominato Kaymakam (sub-governatore) del distretto e alla maggior parte degli altri Qatarini venne permesso di mantenere le loro posizioni nel nuovo governo.

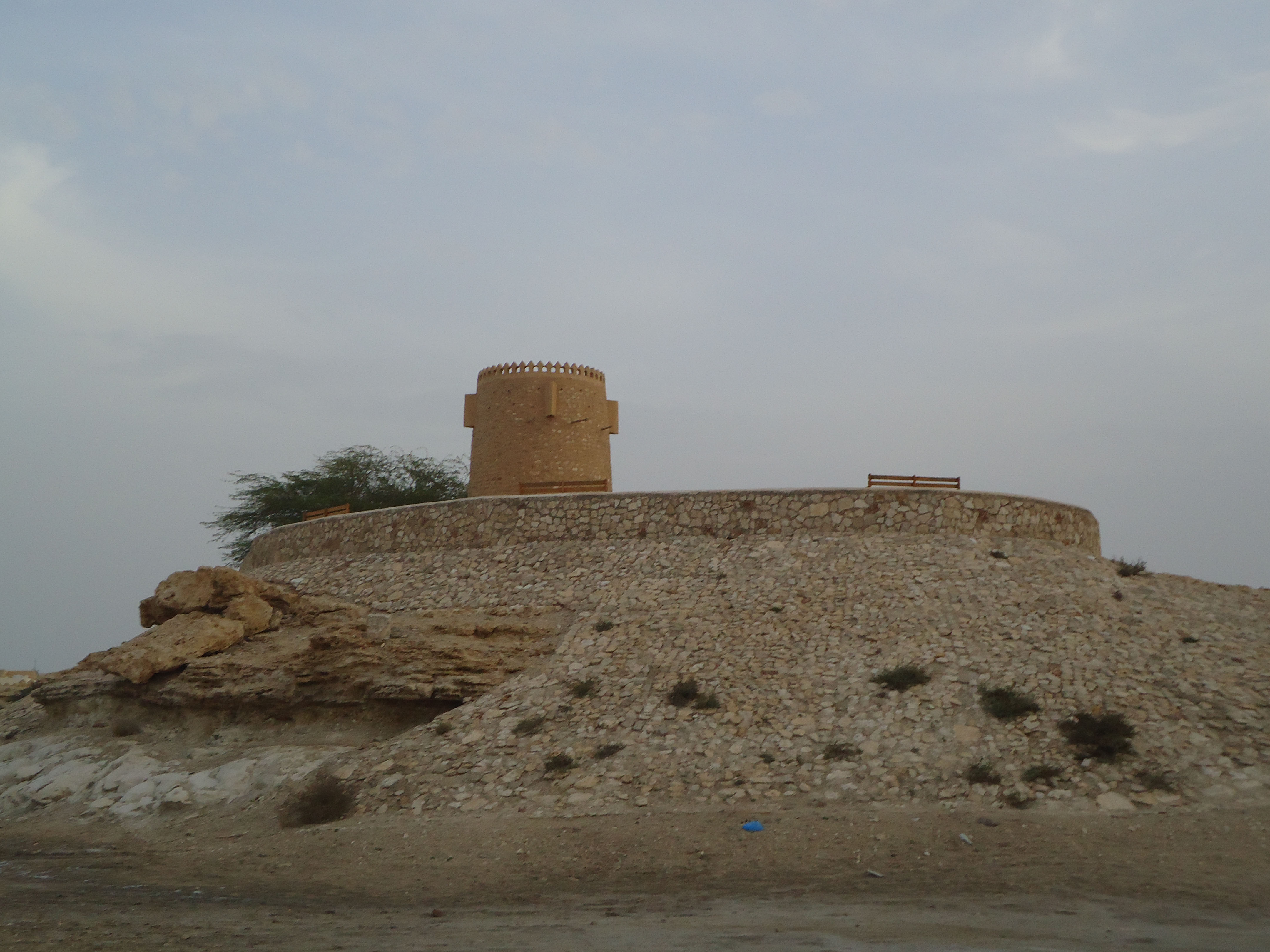
Un forte ad Al Khor.

Charles Grant, l'assistente residente politico, riferì erroneamente che gli ottomani avevano mandato un contingente di 100 truppe da Qatif a Zubara sotto il comando di Hossein Effendi nell'agosto 1873. Lo sceicco del Bahrain reagì negativamente a ciò perché la tribù Al Nuaim che risiedeva a Zubarah aveva firmato un trattato accettando di essere assoggettati. Dopo essere stati affrontati dallo sceicco, Grant lo riferì al residente politico Edward Ross. Ross informò lo sceicco che credeva di non avere il diritto di proteggere le tribù residenti in Qatar. A settembre, lo sceicco ribadì la sua sovranità sulla città e sulla tribù. Grant rispose sostenendo che non vi era alcuna menzione speciale di Al Nuaim o Zubarah in nessun trattato firmato con il Bahrain. Un funzionario del governo britannico concordò con le sue opinioni, affermando che lo sceicco del Bahrain "dovrebbe, per quanto possibile, astenersi dall'interferire nelle questioni sulla terraferma".
Un'altra possibilità si presentò per Al Khalifa di rinnovare le loro pretese su Zubarah nel 1874 dopo che un leader dell'opposizione di nome Nasir bin Mubarak si trasferì in Qatar. Credevano che Mubarak, con l'assistenza di Jassim bin Mohammed, avrebbe preso di mira gli Al Nuaim che vivevano a Zubarah come preludio a un'invasione. Di conseguenza, un contingente di rinforzi del Bahrein fu inviato a Zubarah, con grande disapprovazione degli inglesi che suggerirono che lo sceicco si stava impegnando in complicazioni. Edward Ross ha reso evidente che una decisione del consiglio del governo ha consigliato allo sceicco di non interferire negli affari del Qatar. Gli Al Khalifa rimasero in costante contatto con gli Al Nuaim, redigendo 100 membri della tribù nel loro esercito e offrendo assistenza finanziaria. Jassim bin Mohammed espulse alcuni membri della tribù dopo aver attaccato navi vicino ad Al Bidda nel 1878.
Nonostante l'opposizione di molte importanti tribù del Qatar, Jassim bin Mohammed ha continuato a mostrare supporto agli ottomani. Tuttavia, non vi furono segni di miglioramento nel partenariato tra le due parti e le relazioni peggiorarono ulteriormente quando gli ottomani si rifiutarono di aiutare Jassim nella sua spedizione ad Abu Dhabi occupata da Khawr al Udayd nel 1882. Inoltre, gli ottomani sostenevano l'ottomano Mohammed bin Abdul Wahab che tentò di soppiantare Jassim bin Mohammed nel 1888.

### Battaglia di Al Wajbah

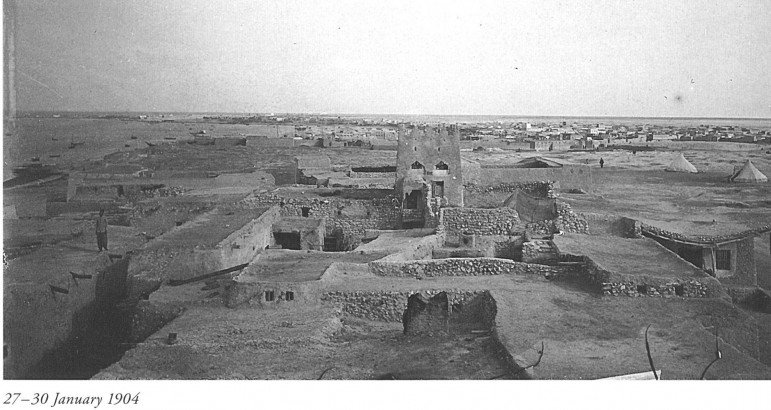
Città vecchia di Doha, gennaio 1904.

Nel febbraio 1893, Mehmed Hafiz Pasha arrivò in Qatar per ottenere le tasse non pagate e accusare l'opposizione di Jassim bin Mohammed proponendo riforme amministrative ottomane. Temendo di dover affrontare la morte o la prigione, Jassim bin Mohammed si trasferì ad Al Wajbah (10 miglia a ovest di Doha ); era accompagnato da diversi membri della tribù. Mehmed chiese di sciogliere le sue truppe e impegnare la sua lealtà verso gli ottomani. Tuttavia, Jassim bin Mohammed rimase irremovibile nel suo rifiuto di conformarsi all'autorità ottomana. Nel marzo 1893, Mehmed imprigionò suo fratello, Ahmed bin Mohammed Al Thani, oltre a 13 importanti leader tribali del Qatar sulla corvetta ottomana "Merrikh". Dopo che Mehmed rifiutò l'offerta di liberare i prigionieri per una tassa di diecimila lire, ordinò a una colonna di circa 200 truppe ottomane di avanzare verso la fortezza di Jassim bin Mohammed ad Al Wajbah sotto il comando di Yusuf Effendi.
Poco dopo l'arrivo ad Al Wajbah, le truppe di Effendi subirono pesanti spari dalla fanteria del Qatar e dalle truppe di cavalleria, che ammontarono da 3.000 a 4.000 uomini. Si ritirarono nella fortezza di Shebaka, dove ancora una volta subirono perdite a causa di un'incursione del Qatar. Dopo essersi ritirati nella fortezza di Al Bidda, la colonna avanzante di Jassim bin Mohammed assediò la fortezza e interruppe l'approvvigionamento idrico del quartiere. Gli ottomani concessero la sconfitta e accettarono di abbandonare i prigionieri del Qatar in cambio del passaggio sicuro della cavalleria di Mehmed Pasha a Hofuf via terra. Sebbene il Qatar non ottenne la piena indipendenza dall'impero ottomano, il risultato della battaglia costrinse a un trattato che avrebbe successivamente formato le basi del fatto che il Qatar emergesse come un paese autonomo separato all'interno dell'impero.

### L'ultima presenza ottomana
Sulla cuspide del ritiro ottomano dalla penisola nel 1915, il governo britannico scrisse la seguente descrizione della presenza ottomana in Qatar:
La guarnigione turca vive nel forte di Al Bida, che si trova nel centro della città e un po' arretrati rispetto al mare. Il presidio è composto al massimo da 100 fanti e si dice che vi siano 12 cannonieri che si occupano di due vecchi cannoni. C'è un avamposto di otto soldati turchi in una torre, sopra il pozzo di Rushairib, a circa un miglio dal forte.
Shaikh Abdullah, che successe al comando del Qatar nel 1913, è amichevole con gli inglesi e teme Bin S’aud. Sarebbe senza dubbio felice di sbarazzarsi dei turchi. "»

## Protettorato britannico (1916-1971)
Gli ottomani rinunciarono ufficialmente alla sovranità sul Qatar nel 1913 e nel 1916 il nuovo sovrano Abdullah bin Jassim Al Thani firmò un trattato con la Gran Bretagna, istituendo così l'area sotto il sistema truciale. Ciò significa che il Qatar rinunciò alla sua autonomia negli affari esteri, come il potere di cedere il territorio e altro, in cambio della protezione militare britannica dalle minacce esterne. Il trattato prevedeva anche disposizioni per reprimere la schiavitù, la pirateria e la sparatoria, ma gli inglesi non erano severi nel far rispettare tali disposizioni.

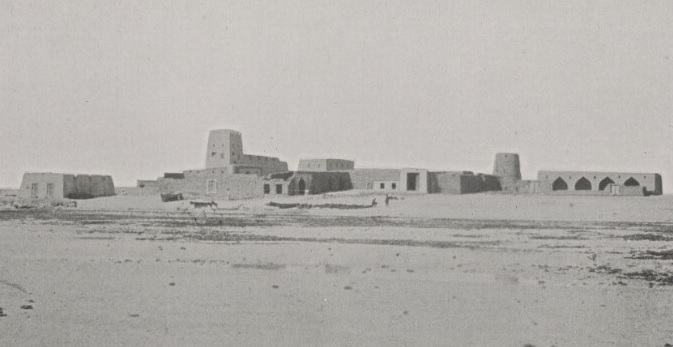
Al Wakrah Fort nel 1908.

Nonostante il Qatar fosse sotto la protezione britannica, la posizione di Abdullah bin Jassim era insicura. Le tribù recalcitranti si rifiutarono di pagare il tributo; i membri della famiglia scontenti erano contro di lui; e si sentì vulnerabile ai disegni del Bahrein e dei Wahhabiti. Gli Al Thani erano principi mercantili, dipendenti dal commercio e in particolare dal commercio delle perle, e dipendenti da altre tribù che combattevano per loro, in primo luogo il Bani Hajer che doveva la loro fedeltà a Ibn Saud, Emiro del Najd e Al-Hasa. Nonostante le numerose richieste di Abdullah bin Jassim di un forte supporto militare, armi e un prestito, gli inglesi erano riluttanti a essere coinvolti negli affari interni. Tutto ciò è cambiato negli anni '30, quando si intensificò la competizione per le concessioni petrolifere nella regione.

### Trivellazione petrolifera
La lotta per il petrolio ha sollevato la posta in gioco nelle controversie territoriali regionali e ha indicato la necessità di stabilire dei confini territoriali. La prima mossa avvenne nel 1922 in una conferenza di confine a Uqair quando il maggiore Frank Holmes tentò di includere il Qatar in una concessione petrolifera di cui stava discutendo con Ibn Saud. Sir Percy Cox, il rappresentante britannico, vide lo stratagemma e tracciò una linea sulla mappa che separava la penisola del Qatar dalla terraferma. Il primo sondaggio petrolifero ebbe luogo nel 1926 sotto la direzione di George Martin Lees, un geologo della compagnia petrolifera anglo-persiana, ma non fu trovato petrolio. La questione del petrolio si rialzò di nuovo nel 1933 dopo uno sciopero petrolifero in Bahrein. Lees aveva già notato che, in tale eventualità, il Qatar avrebbe dovuto essere nuovamente indagato. Dopo lunghe trattative il 17 maggio 1935, Abdullah bin Jassim firmò un accordo di concessione con rappresentanti anglo-persiani per un periodo di 75 anni in cambio di 400.000 rupie alla firma e 150.000 rupie all'anno con royalties. Come parte dell'accordo, la Gran Bretagna ha fatto promesse più specifiche di assistenza rispetto a quanto avevano fatto nei trattati precedenti. L'anglo-persiana trasferì la concessione alla società controllata IPC Petroleum Development (Qatar) Ltd. al fine di adempiere ai propri obblighi ai sensi dell'accordo sulla linea rossa. 

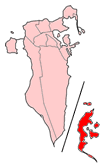
Isole Hawar (mostrate in rosso). Non in scala.

Il Bahrein rivendicò il dominio su un gruppo di isole che abbracciava i due paesi nel 1936. L'isola più grande erano le Isole Hawar, situate al largo della costa occidentale del Qatar, dove i Bahreini avevano istituito un piccolo presidio militare. La Gran Bretagna accettò la pretesa del Bahrein per le obiezioni di Abdullah bin Jassim, in gran parte perché il consulente britannico personale dello sceicco del Bahrein era in grado di esprimere il loro caso in modo familiare ai funzionari britannici. Nel 1937, i bahreiniti rivendicarono nuovamente la città deserta di Zubarah dopo essere stati coinvolti in una disputa che coinvolse la tribù Al Nuaim. Abdullah bin Jassim inviò una grande forza pesantemente armata e riuscì a sconfiggere Al Nuaim. Il residente politico britannico in Bahrein sostenne la richiesta del Qatar e avvertì Hamad ibn Isa Al Khalifa, il sovrano del Bahrain, di non intervenire militarmente. Indignato per la perdita di Zubarah, Hamad ibn Isa impose un embargo schiacciante sul commercio e sui viaggi in Qatar.